# 惠端
惠端（1778年—1835年），又作慧端，字直甫, 号容圃、晓山，爱新觉罗氏，满洲镶蓝旗人。嘉庆辛酉举人，壬戌科进士。

## 生平
授翰林院庶吉士，散馆后授吏部额外主事行走，嘉庆二十三年任詹事府左春坊左庶子、翰林院侍讲学士；二十四年任侍读学士；二十五年任詹事府少詹事。道光四年任詹事府詹事；五年任都察院右副都御史；六年任盛京兵部侍郎；九年降为候补三四品京堂。有子海樸，道光三年癸未科进士。